# Film- und Videoeditor
Der Film- und Videoeditor ist in Deutschland seit 1996 ein staatlich anerkannter  Ausbildungsberuf nach Berufsbildungsgesetz.

## Ausbildungsdauer und Struktur
Die Ausbildungsdauer zum Film- und Videoeditor beträgt in der Regel drei Jahre. Die Ausbildung erfolgt an den Lernorten Betrieb und Berufsschule Es handelt sich um einen Monoberuf ohne Binnendifferenzierungen.

## Arbeitsgebiete
Film- und Videoeditoren finden ihren Arbeitsplatz in öffentlich-rechtlichen Rundfunkanstalten, Privatsendern oder Unternehmen, die Produktions- und Nachbearbeitung von Filmmaterial anbieten. Dort bereiten sie Bild- und Tonmontagen vor, führen sie nach gestalterischen und dramaturgischen Gesichtspunkten aus und fertigen Bildeffekte an. Grundlage der Arbeit sind Drehbücher, Exposés, Storyboards und Treatments. Sie bedienen Mischpulte zum Bildschnitt, synchronisieren Sprache, Geräusche und Musik in Film- und Tondokumenten und bearbeiten Tonmischungen. Weiterhin prüfen und archivieren sie Bild- und Tonmaterial. Ihre Arbeit führen sie dabei in enger Abstimmung mit Regie und Produktion aus. Die Tätigkeit ist von hoher Termintreue geprägt.

## Entwicklung
Die Vertragszahlen in diesem Ausbildungsberuf sind rückläufig. Wurden 2008 noch 48 neue Ausbildungsverträge abgeschlossen, so waren es 2009 nur noch 36 Verträge und 2010 lediglich 33 Ausbildungsverträge. Seit August 2020 wurde der Ausbildungsberuf mit dem Mediengestalter Bild und Ton zusammengeführt.

## Berufsschule
Zurzeit existieren in Deutschland drei länderübergreifende Berufsschulen:
- Staatliche Berufsschule III in Fürth für Bayern, Baden-Württemberg, Hessen und Rheinland-Pfalz,
- Oberstufenzentrum Kommunikations-, Informations- und Medientechnik (KIM) in Berlin für Berlin, Brandenburg, Sachsen, Sachsen-Anhalt und Thüringen sowie
- die Berufliche Schule Farmsen in Hamburg.[5]